# 満洲里駅
満洲里駅（まんしゅうりえき、モンゴル語：ᠮᠠᠨᠵᠤᠤᠷ
ᠥᠷᠲᠡᠭᠡ　転写：Manjuur ortege、中国語：满洲里站）は、中華人民共和国内モンゴル自治区フルンボイル市満洲里市にある、ハルビン鉄路局管理の浜洲線の駅である。隣のザバイカリスク駅との間に国境を有す。

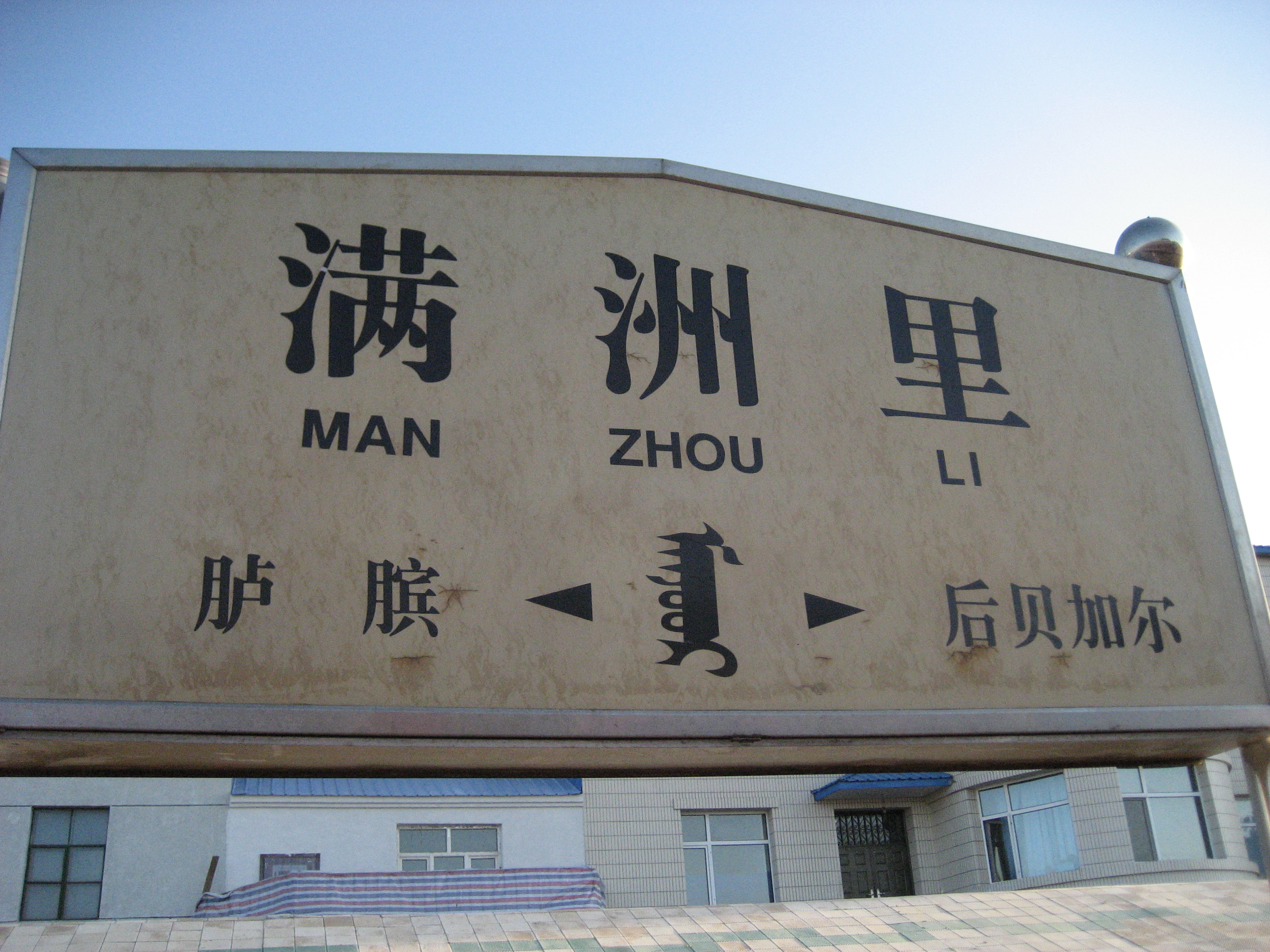
駅名表示。モンゴル語と漢字で表記されている。

## 駅周辺

### 駅南側（駅舎側）
- 鴻林超市
- 鴻利平価超市
- 白房購物商場
- 南区医院
- 満洲里市博物館

### 駅北側（駅裏側）
- 友誼賓館
- 満洲里明珠飯店
- 満洲里市社会保険局
- 電力商務大酒店二部
- 満洲里市人民法院
- ヴィクトリア（維多利亜）商業広場
- 恒隆商場

## 国際列車の発着
2013年、国際定期貨物列車が運行を開始、2019年9月25日に満洲里駅を出発した列車が5000本目となった。2019年上半期に出境した列車は273本、入境した列車は247本。2019年現在、満洲里駅を経由して出入境する中欧班列の路線は52を数える。

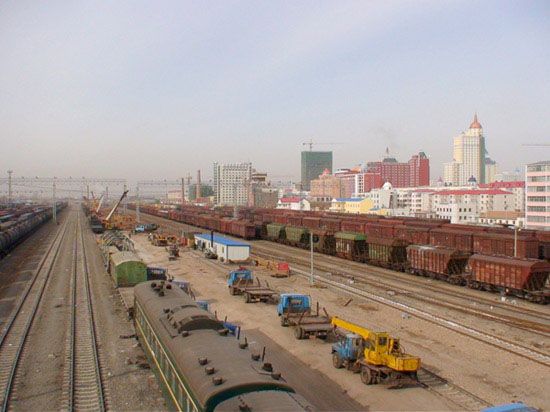
右側はロシアの車両。中央部にあるのは中国の車両

## 隣の駅
中華人民共和国鉄道部
浜洲線
臚浜駅 - 満洲里駅 - （中露国境） - ザバイカリスク駅